# Eois cedon
Eois cedon är en fjärilsart som beskrevs av Druce 1892. Eois cedon ingår i släktet Eois och familjen mätare. Inga underarter finns listade i Catalogue of Life.